# Castello di Carbisdale

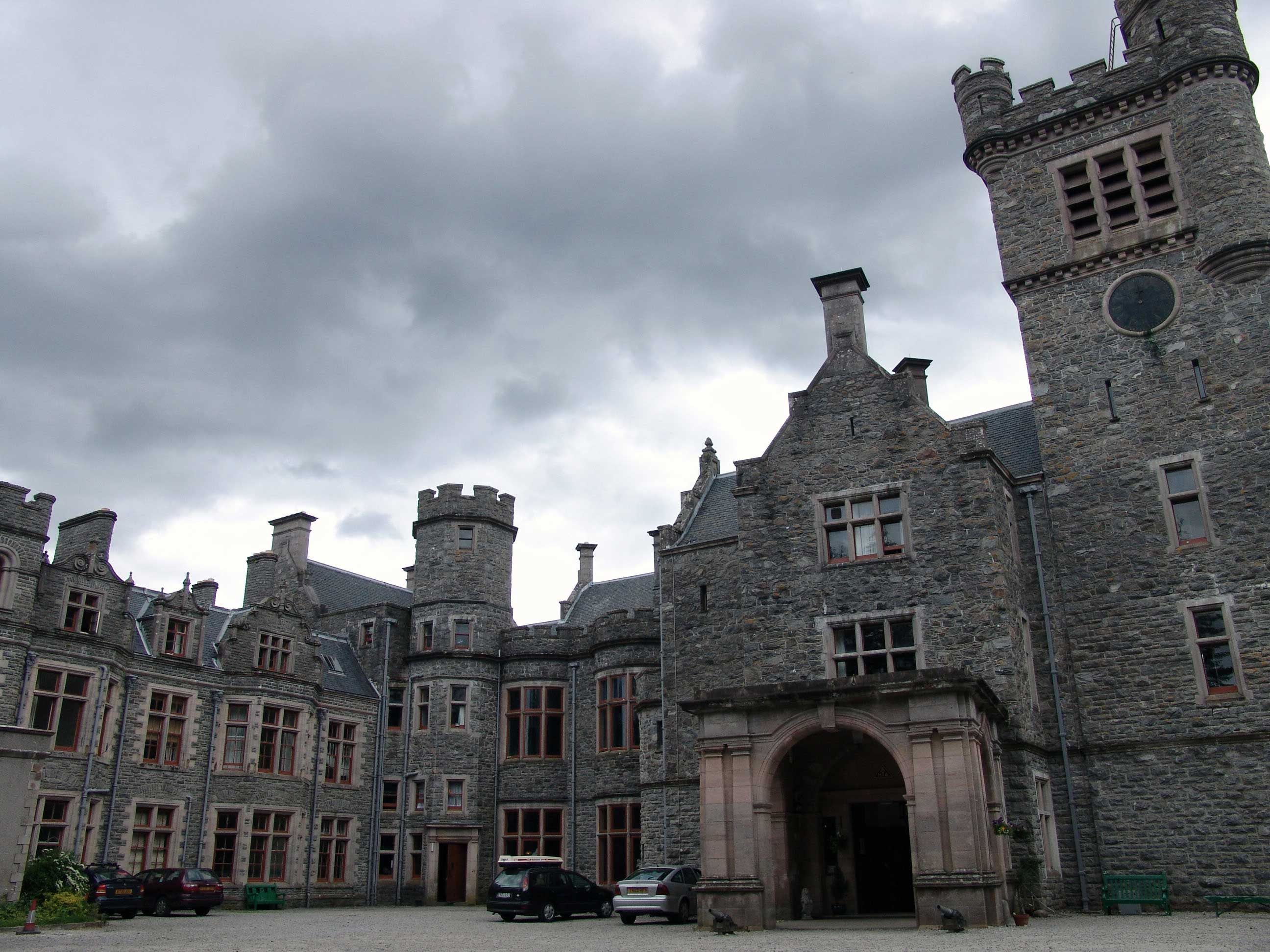
Il castello di Carbisdale, nei pressi di Adgay

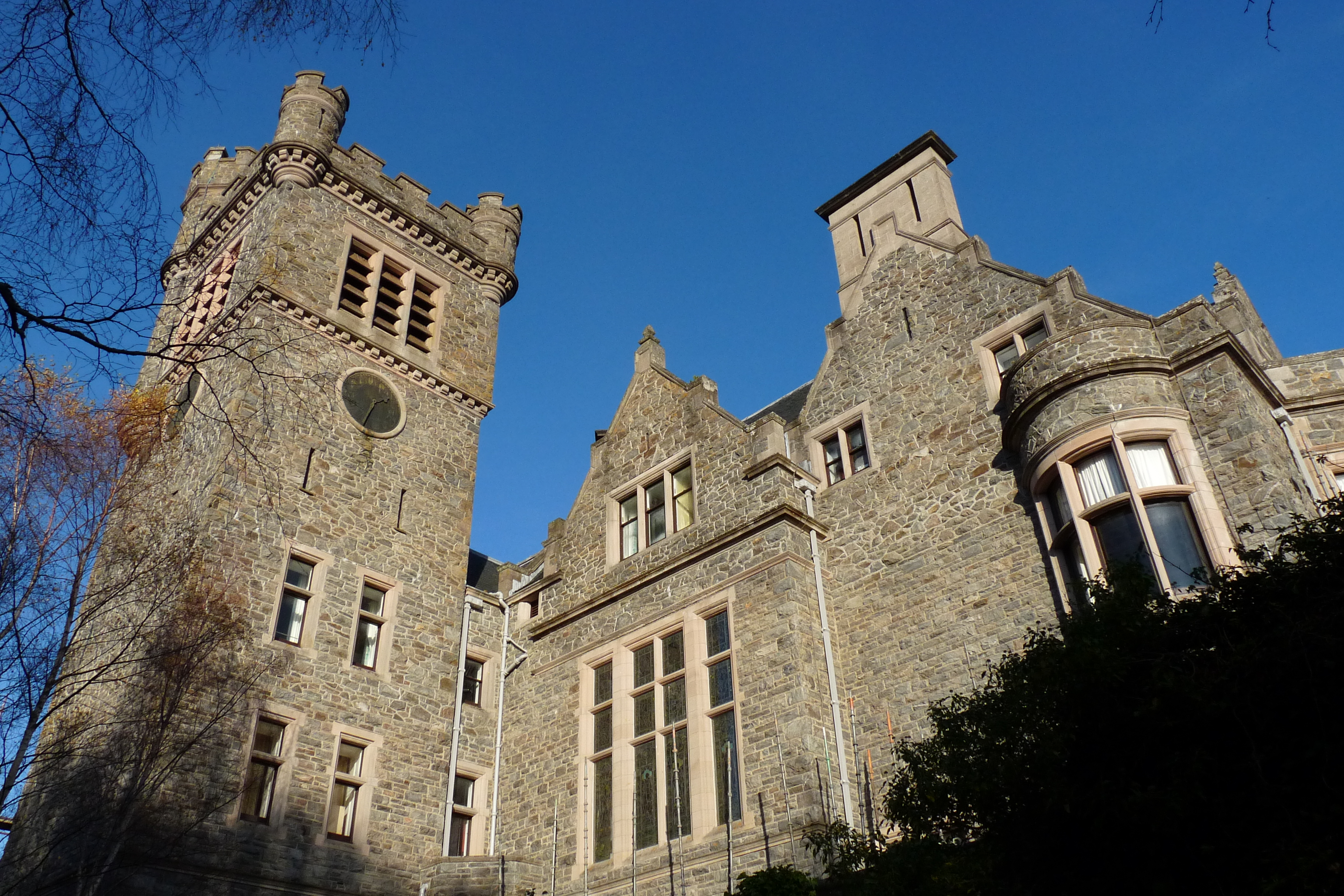
La facciata del castello di Carbisdale

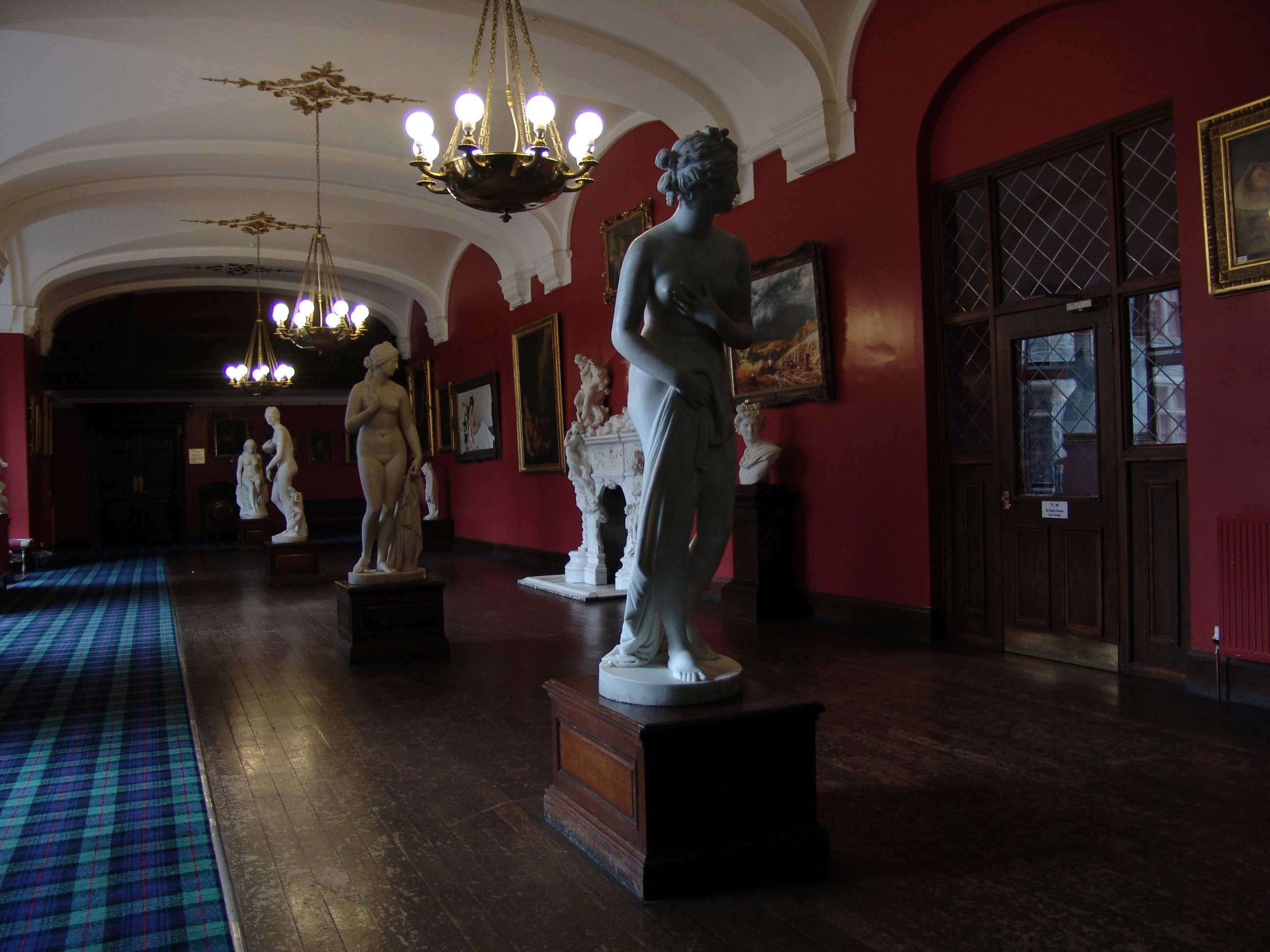
Sculture all'interno del castello

Il castello di Carbisdale (inglese: Carbisdale Castle) è uno storico edificio in stile baronale scozzese situato nei pressi del villaggio scozzese di Adgay, tra le contee storiche del Sutherland e del Ross-shire (Highland, Scozia settentrionale), e realizzato tra il 1906 (o 1905) e il 1917. È considerato il castello meno antico della Scozia. In origine di proprietà dei duchi di Sutherland, è noto per essere il castello meno antico della Scozia.
Il castello è classificato come edificio di categoria B.

## Storia
Il castello di Carbisdale venne realizzato a partire dal 1906 (o 1905) per Lady Mary Caroline Blair, seconda moglie del defunto George Sutherland-Leveson-Gower, III duca di Sutherland  (1828-1892), ovvero colei che ispirò, tra l'altro, A Woman of No Importance di Oscar Wilde)., La Blair affidò il progetto probabilmente all'architetto John Robertson e portò a Carbisdale alcuni mobili di sua proprietà.
La duchessa Mary Caroline Blair morì nel 1912, cinque anni prima che la costruzione del castello venisse portata a termine. La morte della duchessa ebbe come conseguenza una disputa sull'eredità del castello, dato che la Blair aveva distrutto numerosi documenti importanti.
Nel 1933 il castello venne ceduto al Colonnello Theodor Salvesen, un ricco uomo d'affari di origine norvegese che operava nel campo delle spedizioni. Durante la seconda guerra mondiale, Salvesen ospitò nel castello di Carbisdale re Håkon VII di Norvegia e suo figlio Olav, in fuga dalla Norvegia occupata dalle truppe naziste.
Alla morte Theodor Salvesen, avvenuta nel 1945, l'edificio venne ereditato dal figlio di quest'ultimo, il capitano Harold Salvesen.  Harold Salvesen donò però il castello alla Youth Hostels Association e l'edificio venne così adibito a ostello per la gioventù per 71 anni, ovvero fino al 2016, anno in cui il castello di Carbisdale venne acquisito dalla finanziaria londinese Faro Captital.

## Architettura
Il castello si erge su un promontorio che si affaccia sulla sponda meridionale del Kyle of Sutherland.
L'edificio si compone di tre piani e di un attico. Peculiarità del castello di Carbisdale è quella di avere 365 finestre, che simboleggiano i giorni dell'anno.
L'edificio ospita 40 stanze. All'interno del castello, segnatamente nella Lower Gallery, si trova poi una collezione di sculture italiane.